# Artigasus veredus
Artigasus veredus is een vliegensoort uit de familie van de roofvliegen (Asilidae). De wetenschappelijke naam van de soort werd als Menexenus veredus in 1970 gepubliceerd door J.N. Artigas en in het door hem nieuw gecreëerde geslacht Menexenus geplaatst. Die naam was echter een junior homoniem van Menexenus Stål, 1875, en in 2010 publiceerde Hüseyin Özdikmen het nomen novum Artigasus voor dat geslacht, en plaatste ook deze soort daarin.